# جيمي روس (ممثل)
جيمي روس (بالإنجليزية: Jamie Ross)‏ هو ممثل أمريكي، ولد في 4 مايو 1939 في المملكة المتحدة.

## وصلات خارجية
- جيمي روس على موقع IMDb (الإنجليزية)
- جيمي روس على موقع قاعدة بيانات برودواي على الإنترنت (الإنجليزية)